# Strobilanthes sinica
Strobilanthes sinica är en akantusväxtart som först beskrevs av Hsien Shui Lo, och fick sitt nu gällande namn av Yun Fei Deng. Strobilanthes sinica ingår i släktet Strobilanthes och familjen akantusväxter. Inga underarter finns listade i Catalogue of Life.